# Friedenskirche (Okahandja)
Die Friedenskirche Okahandja ist die  Kirche der Evangelisch-Lutherischen Kirche DELK in der namibischen Ortschaft Okahandja. Sie wurde 1952 eingeweiht.
Zahlreiche bedeutende Grabstätten, darunter die von Hosea Kutako, befinden sich unweit des Kirchengebäudes.